# 궁동예술극장
궁동예술극장은 광주광역시 동구 예술길 18-1에 있는 문화 예술 공연장이다.